# Meimechit
Meimechit ist ein ultrabasisches Gestein vulkanischen Ursprungs, das aus Olivin-Einsprenglingen in einer feinkörnigen Matrix besteht. Die Matrix enthält ebenfalls Olivin, daneben auch Serpentin, Phlogopit, Perovskit und Gesteinsglas. Hinsichtlich seiner mineralogischen und chemischen Zusammensetzung gehört das Gestein zur Gruppe der Pikrite und weist Beziehungen zu Kimberliten auf. Wegen seines hohen Gehaltes an MgO von mehr als 18 % wird der Meimechit zu den High-Mg Vulkaniten gestellt. Als Ursprung der Schmelze wird der Erdmantel unterhalb von kontinentaler Kruste angenommen.
Meimechite wurden nach dem Fluss Meimecha in Nord-Sibirien benannt, wo diese Gesteine innerhalb des sibirischen Trapps auftreten.